# Pantoporia keyensis
Pantoporia keyensis är en fjärilsart som beskrevs av Talbot 1932. Pantoporia keyensis ingår i släktet Pantoporia och familjen praktfjärilar. Inga underarter finns listade i Catalogue of Life.